# 윌버 스코빌
윌버 링컨 스코빌(Wilbur Scoville, 1865년 1월 22일~1942년 3월 10일)은 현재는 스코빌 척도로 표준화된 "스코빌 감각수용 측정법"을 개발한 사람으로 가장 잘 알려진 미국 약사이다. 그는 1912에 파크-데이비스 제약회사에서 일하는 동안 다양한 고추의 매운맛, "짜릿한 맛", "열" 등을 측정하기 위한 테스트와 척도를 고안했다.
윌버 스코빌의 탄생 151주년을 기념하기 위해 2016년 1월 22일, 구글 두들로 제작된 간단한 게임이 구글 홈페이지에 나타났다.

## 생애
스코빌은 브리지포트에서 태어났다. 그는 월라스톤 (매사추세츠주 퀸시)에서 1891년 9월 1일에 코라 B. 업햄과 결혼하였다. 그들은 두 자녀를 낳았는데, 1892년 8월 21일에 태어난 에이미 오거스타와 1897년 10월 21일에 태어난 루스 업햄을 가졌다.
스코빌은 1895년에 처음 출판되었고 적어도 8판을 거친 The Art of Compounding(혼합의 예술)을 썼다. 이 책은 1960년대까지 약학 참고서로 쓰였다. 또한, 스코빌은 수백 가지의 공식이 포함된 책인 Extracts and Perfumes(추출물과 향수)를 썼다. 한동안 그는 매사추세츠 약대의 교수였다. 1912년, 그는 파크-데이비스 제약회사에서 일하는 동안 "스코빌 감각수용 측정법"으로 알려진 테스트와 척도를 고안했다. 이것으로 다양한 고추의 매운맛, 짜릿한 맛 등을 측정하였다. 현재는 스코빌 척도로 표준화되어
있다.
1922년, 그는 미국 약사협회에서 에버트 상을 받았고 1929년에 레밍턴 메달을 받았다. 또한, 1929년에는 컬럼비아 대학교에서 과학 명예박사 학위를 받았다.

## 수상
그는 미국 약사협회(APhA)에서 다음과 같은 상을 받았다.
- 1922 – "...의약 물질의 독창적인 연구의 최고 보고서 작성자로 인정한다..."로 수여된 에버트 상
- 1929 – APhA의 최고 상인 레밍턴 메달